# Gustav Klingelhöfer
Gustav Klingelhöfer (* 16. Oktober 1888 in Metz; † 16. Januar 1961 in Berlin) war ein deutscher Politiker der SPD.

## Leben
Nach dem Abitur studierte Klingelhöfer Volkswirtschaftslehre in München. Er lernte Selma Rittler (1881–1931; geschiedene Kleinmann), eine engagierte Frauenrechtlerin in München, kennen und lieben, beide heirateten 1913. Er leistete im Ersten Weltkrieg den Kriegsdienst ab und trat 1917 der SPD bei. Bei der Novemberrevolution wurde er zum Mitglied des Soldatenrats seiner Einheit gewählt und gehörte er kurzzeitig dem Provisorischen Nationalrat in Bayern an. Kurze Zeit später wurde er Vorsitzender der Betriebsrätehauptversammlung. 1918 wurde er Herausgeber der Wochenzeitschrift Süddeutsche Freiheit. 1919 war er an der Bildung der Münchner Räterepublik beteiligt. Gleichzeitig war er stellvertretender Oberkommandierender der deutschen „Roten Armee“ unter Ernst Toller. Deshalb wurde er im Juni 1919 zu fünfeinhalb Jahren Festungshaft verurteilt, die er in der Festung Niederschönenfeld verbüßte, wo seine Gattin ihn besuchte. Nach seiner Haftentlassung war er 1924 bis 1933 Wirtschaftsredakteur bei der SPD-Zeitung Vorwärts. Seine politische Tätigkeit und die jüdische Geburt seiner Mutter trug dem evangelisch getauften Klingelhöfer die Feindschaft des NS-Regimes ein.
Nach dem Zweiten Weltkrieg wurde er kurzzeitig Chefredakteur der SPD-Zeitungen Einheit und Der Sozialdemokrat und leitete 1945 leitete er das Politische Büro der SPD Berlin. 1945/46 war er unter Otto Grotewohl zunächst wirtschaftspolitischer Sekretär, dann Hauptsekretär im Zentralausschuss der Partei. Auf der „60er Konferenz“ von SPD und KPD am 20./21. Dezember 1945 sprach er sich – wie z. B. auch Gustav Dahrendorf – gegen die Fusion beider Parteien aus. Im März 1946 legte er seine Ämter im Zentralausschuss aus Protest gegen die geplante Zwangsvereinigung von SPD und KPD zur SED nieder. Im November 1946 wurde er zum Stadtrat von Groß-Berlin ernannt, am 8. Januar 1947 außerdem zum Senator für Wirtschaft und Betriebe. Der stellvertretende sowjetische Stadtkommandant Iwan Jelisarow enthob ihn und Ernst Reuter während der Berlin-Blockade am 16. November 1948 ihrer Ämter. Von 1948 bis 1950 gehörte er dem Landesvorstand der West-Berliner SPD an. Von 1948 bis 1953 war er Mitglied des Abgeordnetenhauses von West-Berlin, bis 1951 außerdem Senator für Wirtschaft und Betriebe in West-Berlin. Er gehörte dem Deutschen Bundestag von 1953 bis 1957 als Berliner Abgeordneter an.

## Ehrungen

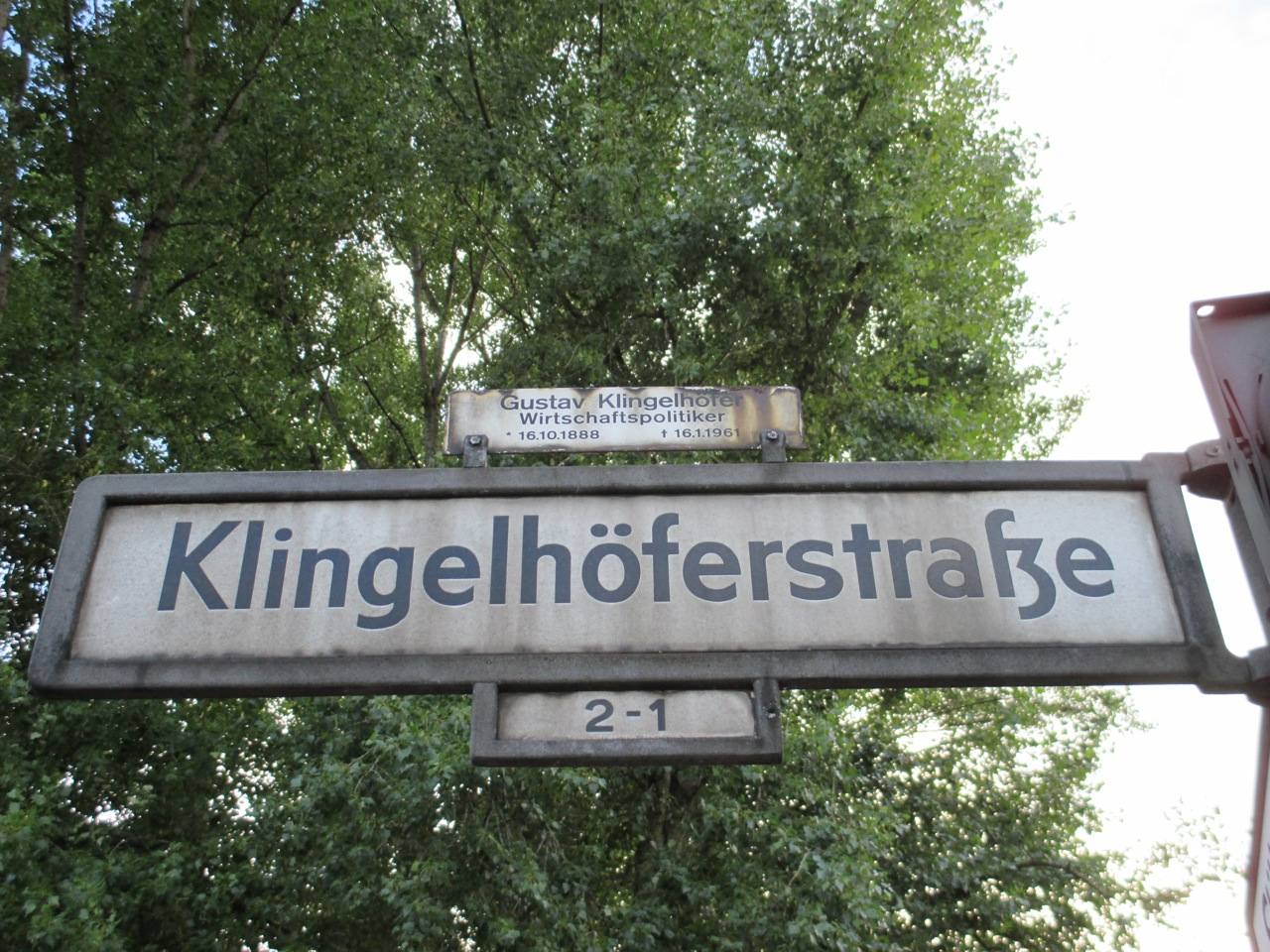
Berliner Straßenschild der Klingelhöferstraße mit Widmung

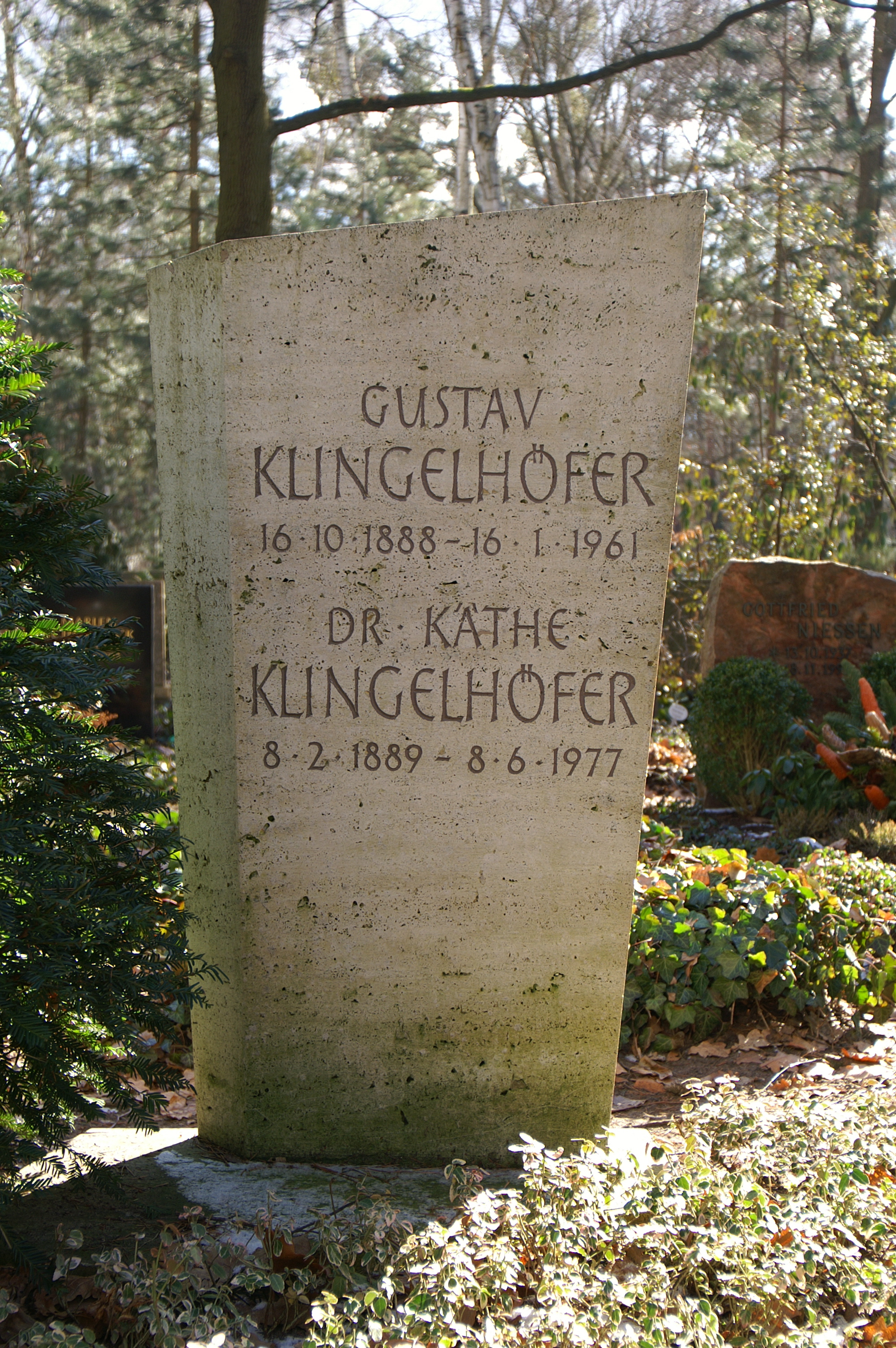
Ehrengrab Gustav Klingelhöfers auf dem Waldfriedhof Zehlendorf

Am 16. Oktober 1958 wurde Klingelhöfer der Titel eines Stadtältesten verliehen, am 16. Oktober 1960 zeichnete der Senat von Berlin ihn mit der Ernst-Reuter-Plakette aus. Außerdem ist nach ihm die Gustav-Klingelhöfer-Stiftung benannt. 1961 wurde die bisherige Friedrich-Wilhelm-Straße in Berlin-Tiergarten nach ihm benannt.
Klingelhöfer wurde auf dem Waldfriedhof Zehlendorf in einem Ehrengrab der Stadt Berlin in der Abt. VI-W-199a/c beigesetzt.

## Privates
Seit 1933 war er in zweiter Ehe mit der Ärztin Katharina Klingelhöfer (1889–1977, geb. Nissel, geschiedene Foth), die ebenfalls Mitglied des Abgeordnetenhauses von Berlin war, verheiratet.

## Schriften
- Gustav Klingelhöfer: Um das Recht der 18 Millionen: Ein Sieg im kalten Krieg und seine Folgen. In: Berliner Stimme, 11. Juli 1953